# Красноярская ТЭЦ-2
Красноярская ТЭЦ-2 — тепловая электростанция в Красноярске, одна из крупнейших ТЭЦ Сибири. Входит в состав Открытого акционерного общества «Енисейская территориальная генерирующая компания (ТГК-13)» в качестве производственного филиала.
В соответствии с приказом Министерства природных ресурсов и экологии Российской Федерации от 18.04.2018 № 154 относится к объектам, оказывающим негативное воздействие на окружающую среду,  вклад которых в суммарные выбросы, сбросы загрязняющих веществ в Российской Федерации составляет не менее чем 60 процентов.

## История
Первоначально Красноярская ТЭЦ-2 входила в энергосистему (позже ОАО) «Красноярскэнерго», с 2005 года — в ОАО «Красноярская генерация», с 2006 года — в ОАО «Хакасская генерирующая компания», которая с января 2007 года получила наименование ОАО «Енисейская ТГК (ТГК-13)».
Дата основания — 22 декабря 1969 года. Проект Красноярской ТЭЦ-2 разработан Томским отделением института «Теплоэлектропроект». Строительство станции началось в 1973 году; в конце 1979 года  станция была запущена в промышленную эксплуатацию. Практически все первые котлы Красноярской ТЭЦ-2 были самыми современными научно-техническими разработками. 
Котлы, разработанные в то время, до сих пор остаются технической основой российской и мировой энергетики; более совершенных разработок на сегодняшний день нет.
Первыми в 1976 году были установлены два водогрейных мазутных котла ПТВМ-180 в пиковой котельной.
Первая турбина мощностью 110 МВт с котлом производительностью 420 т/ч была введена в эксплуатацию 29 декабря 1979 года.
В 1980, 1982 и 1984 годах были введены в эксплуатацию ещё две таких же турбины Т-110/120-130 и одна турбина ПТ-135/165-130/15 производства Уральского турбомоторного завода, а также ещё два котлоагрегата БКЗ-420-140-ПТ1 и два котлоагрегата БКЗ-500-140 производства Барнаульского котельного завода (БКЗ).
В 1985 году для теплоснабжения левобережной части Красноярска был проложен дюкерный переход по дну Енисея длиной 600 м.
Последний, шестой котлоагрегат БКЗ-500-140 введён в 2002 году. На нём установлена автоматизированная система управления технологическим процессом.
На площадке имеется возможность расширения в сторону временного торца главного корпуса (на восток).

## Производственная деятельность
В котельном отделении Красноярской ТЭЦ-2 установлено шесть угольных паровых котлов (три котла БКЗ-420-140-ПТ1 производительностью по 420 (380) т/ч и три котла БКЗ-500-140 производительностью 500 т/ч). Паровые энергетические котлы работают на буром угле Ирша-Бородинского разреза. Котлы объединены поперечными связями и вырабатывают пар давлением 13,5 МПа и температурой 555 °C.
В машинном зале установлено четыре турбины (три турбины Т-110/120-130 с теплофикационными отборами и одна турбина ПТ-135/165-130/15 с теплофикационным и производственным отборами пара). Максимальная производительность теплофикационных отборов составляет соответственно 175 и 110 Гкал/ч. В пиковой котельной зимой работают два пиковых водогрейных котла ПТВМ-180 (БКЗ) эксплуатационной производительностью по 135 Гкал/ч каждый.
Красноярская ТЭЦ-2 выработала в 2015 году 2 611 млн. кВт·ч электроэнергии  и 3 140 тыс Гкал тепловой энергии. 
В настоящее время Красноярская ТЭЦ-2 — главный теплоисточник Красноярска. По сравнению с Красноярской ТЭЦ-1 выработка энергии была на 12-14 % выше, а расход топлива на 18 % ниже. Это самая экономичная станция от Урала до Дальнего Востока по удельному расходу условного топлива на единицу продукции. Электростанция может работать как в теплофикационном режиме, так и в режиме комбинированной выработки тепла и электроэнергии. 
Угольный склад ёмкостью около 150 тыс. тонн открытый, оборудованный бульдозерами.  Две железобетонных дымовых трубы. Циркуляционное водоснабжение прямоточное из Енисея, сброс тёплой воды осуществляется через рассеивающий выпуск в Абаканскую протоку. В 2008-2009 годах построены новые очистные сооружения.
Бородинский разрез Канско-Ачинского угольного бассейна, на котором добывают угли марки Б2 открытым способом, расположен близ города Бородино в 153 км к востоку от станции (по прямой около 120 км). Разрез принадлежит СУЭК. Удельная теплота сгорания поставляемого на ТЭЦ угля в среднем 16 МДж/кг.
ТЭЦ-2 отапливает промышленные предприятия Центрального, Свердловского, части Железнодорожного и Октябрьского районов Красноярска (ОАО «Химико-металлургический завод»,  ООО «Содружество» и др.), а также до трети жилищного фонда города как на левом, так и на правом берегах Енисея, включая Академгородок.
Температура отпускаемой сетевой воды достигает зимой 150 °C.
Уголь доставляют по электрифицированной железной дороге.
На станции работает 951 человек. Директор ТЭЦ — Иван Какорин, главный инженер — Артём Зубарев.